# Сухопутний міст

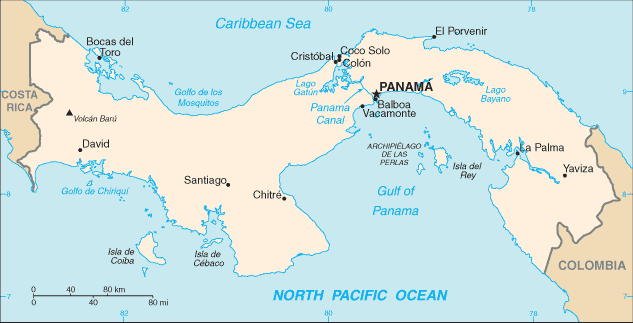
Панамський перешийок

Сухопутний міст (англ. land bridge) — в біогеографії перешийок або інший зв'язок, який дозволяє рослинам і тваринам колонізувати нову землю. Сухопутні мости зазвичай утворюються внаслідок регресії рівня моря, коли суходолом стає континентальний шельф. Сухопутні мости також утворюються при відступі льодовика, у цьому разі зменшується навантаження на тектонічну плиту і вона зазнає підйому. Приклад: Еланд, Швеція.
Нещодавня морська регресія відбулась 20 000 років тому (за часів Верхнього палеоліту), тоді рівень моря був на 120 нижчий за сьогоднішній. 10 000 років тому рівень моря підвищився тільки на рівень 20 м нижчий за сьогоднішній. Підвищення рівня моря може відбутися як від глобального потепління від танення льодовика, так і від тектонічних рухів.

## Приклади
Можливо, найвідомішим прикладом сухопутного мосту є Берингія, яка з'єднувала сучасну Аляску і східну Сибір принаймні шість разів за часів льодовикових періодів плейстоцену, дозволяючи людині мігрувати з Євразії до Америки (дивись Модель заселення Америки).
Інший приклад — Доггерланд, колишній суходіл на півдні Північного моря, як з'єднував острів Велику Британію з материковою Європою за часів останнього льодовикового періоду.
Також:
- Панамський перешийок, чия поява три мільйони років тому призвела до Великого американського обміну
- Синайський півострів, пов'язуючи Африку і Євразію
- Адамів міст, пов'язує Індію і Цейлон

## Теорія сухопутного мосту
До виникнення теорії тектоніки плит вважалося, що сухопутні мости могли пояснити виникнення схожих видів на окремих континентах. багато сухопутних мостів малювали на мапах, найвідоміший з них Лемурія. Але коли дно Атлантичного океану було нанесено на мапу, використовуючи ехолокатор між 1924 і 1927, не лишилось сумнівів про їхню відсутність. Хоч це був впливовий аргумент на користь теорії дрейфу материків Альфреда Вегенера, знадобилося ще 50 років, доки вона стала панівною.